# Готікскандза
Готікскандза (Gutisk-andja — буквально «готська Скандза», «готський берег») — поселення готів на континенті поблизу гирла р. Вісли.
У середині І ст. германські племена готів рушили на південь — зі Скандинавії на континент, висадившись у районі гирла Вісли. Їх прибуття ототожнюють із виникненням Вельбарської культури. Готський історик Йордан (VI ст.) двічі згадує про цю подію у своєму творі «Про походження та діяння готів»:
| " | Ти повинен пам'ятати, що спочатку я розповів, як готи вийшли з надр Скандзи зі своїм королем Берігом, витягши всього тільки три кораблі на берег по цей бік океану, тобто в Готіскандзі. | " |

Три кораблі короля Беріга пов'язують з трьома основними племенами готів — остготами, вестготами та гепідами.
Далі, в перших століттях нашої ери, вони займають територію в гирлі р.Вісла, неподалік від бургундів (за Птолемеєм вони жили в басейні Варти до Вісли) і вандалів (за Діоном Кассієм вони мешкали у Сілезії).

## Археологія

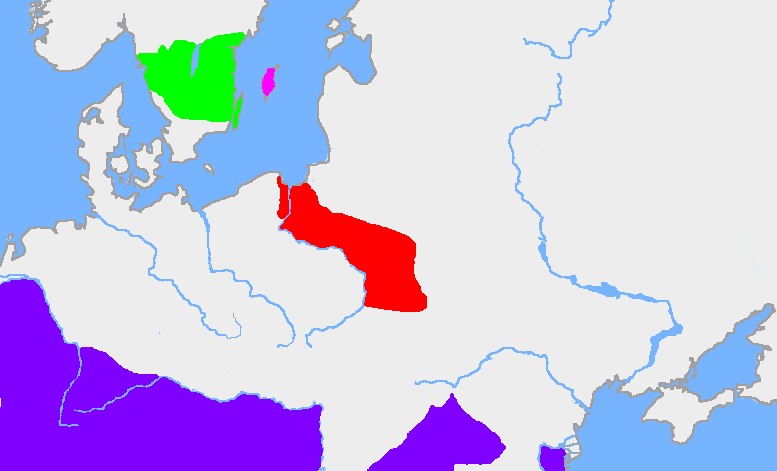
Терен що займала Вельбарська культура у першій половині ІІІ ст позначено червоним. Темно-рожевим позначено Готланд, а зеленим — традиційна територія Геталанду

У І столітті в гирлі Вісли з'явилася нова культура, названа Вельбарською культурою, яка замінила місцеву культуру Оксиве. 
Найпомітнішим компонентом скандинавського впливу в 1 столітті по Р.Х. є запровадження скандинавських традицій поховання, таких як кам’яні кола та менгіри, що свідчить про те, що ті, хто ховав своїх померлих, воліли робити це відповідно до скандинавських традицій. 
Проте є також археологічні докази попереднього скандинавського впливу на цю територію під час скандинавської бронзової доби та доримської залізної доби 
, 
що, можливо, відповідає приходу ругів і вандалів. 
У III столітті нашої ери вельбаркська культура поширилася у Скіфії, де утворила готську черняхівську культуру. 